# Ustream
Ustream（ユーストリーム）は、かつて存在した2007年3月に設立の動画共有サービスである。ライフキャスティングやライブビデオストリーミングなどのプラットフォームを提供する、様々なチャンネルネットワークで構成されている。動画視聴者とのチャット機能や、視聴者からの投票機能などがある。2017年にIBMに買収され、IBM Cloud Video に移行、2025年時点ではIBM Video Streamingとして提供されている。

## 歴史

### 誕生以前
共同設立者のジョン・ハムとブラッド・ハンスタブル（1978年 - ）、ジュラ・フェヘルは米国ニューヨーク州のウエストポイントにあるアメリカ合衆国陸軍士官学校で出会った。
ハムは若くして起業に興味を示し、16歳で株式投資やオプション取引を始めた。ウエストポイントではアメリカ航空宇宙局とニューヨーク証券取引所のインターンシップに参加。航空宇宙工学の学士を取得してウエストポイントを卒業すると、アメリカ陸軍で少尉に任じられた。
ハンスタブルは少年期に情報技術に興味を示し、11歳にして「ダーク・レルムズ」と呼ばれる電子掲示板（BBS）を始めた。工学管理の学士を取得してウエストポイントを卒業すると、アメリカ陸軍で少尉に任じられた。陸軍在籍中には、オハイオ州立大学フィッシャーカレッジ・オブ・ビジネスの金融と不動産のMBAも取得した。
在籍中にハンスタブルとハムはフェヘルが開発したウェブベースの写真共有サイトをはじめるが2003年、任務に伴い2人は離れ離れとなりこの事業は終了となる。ハムは韓国に配属され、ハンスタブルは国防総省勤務を命じられた。士官学校在籍と引き替えに課された軍務を終え、合流したハンスタブルとハムは再度フェヘルと組んで新しいベンチャー事業「Ustream」をスタートさせた。

### 誕生
3人が設立したUstream.tvは、元々はイラク戦争中にイラクに派兵された友人たちのために、実家の家族とのコミュニケーションツールとして生まれた。Ustreamに似た機能で、自由時間に全員揃って親族と会話をすることが可能となった。
上述のように3人はそれ以前、写真共有サイトを運営していたが、2003年にハンスタブルとハムの転属によってこのサービスも終了する。その後、除隊した2人はインターネットを利用したライブビデオの一般向け共有サービスの検討に入る。これに可能性を見出すと元パートナーのフェヘルと連絡を取り、技術設計を依頼した。2006年にはUstream.tvを設立。ブラッドの弟のバンド演奏の実験放送を試みる。ブラッドはノートパソコンにWebカメラを接続し、自社のテストサーバーへ向けて送信した動画の公開実験は成功した。
2007年3月には一般向けベータ版のサービスを開始。ライブビデオサービスの先駆けとなり政界、エンターテイメント業界、技術分野でその後大きく躍進した。

### 発展
Ustream.tvはこれまでに、バラク・オバマ、ジョン・エドワーズ、ヒラリー・クリントンといった有名政治家からトーリ・エイモス、プレイン・ホワイト・ティーズ、タイガー・ウッズの不倫謝罪会見など幅広い分野でストリーミングを配信している。
2008年のアメリカ合衆国大統領選挙期間中は主要な候補者のほとんどが選挙民から政策に関する質問をウェブサイトを通じて受け付け、それぞれのキャンペーン活動に活用した。その候補者の一人、元上院議員のマイク・グラベルはUstreamを利用した双方向ディベートをストリーミングした初めての候補者だった。グラベルは質問に全て回答し、全国放送のテレビ討論番組における他の候補者の発言にもコメントした。
2009年2月17日、広告表示などを消した有償のブランドサービスの「WATERSHED」のサービスを開始。1000人までの視聴者で1人あたり1時間1ドル。5000人まで0.75ドル5万人まで0.5ドルそれ以上0.25ドル。定額制で500人まで月額49ドル　2000人まで月額179ドル　11000人まで879ドル。5月にはチャット部分に「Social Stream」として、TwitterのAPIを採用。これにより、チャット部分がTwitterにも同時に投稿され、Ustream放送の内容が告知、広報されるようになった。6月にはFacebook側とも連携し、8月にはX JAPANのYOSHIKIが全世界でのエグゼクティブアドバイザーに就任した。

### Ustream Asia
2010年1月29日、ソフトバンクから約2,000万ドル（約18億円、出資比率13.7%）の出資を受け入れ、日本・中国を中心としたアジア事業の本格化を進めた。同年5月までに日本語化を実現させる旨を、ソフトバンク社長の孫正義がTwitter上で表明。4月27日に予定を前倒しして日本語版が提供開始され、5月18日には「Ustream Asia」を、TVバンク（ソフトバンクの100％子会社）60%、米Ustream32%、DCMベンチャーズ（ファンド）8％の出資比率で設立することが発表された。
日本でも、個人単位で情報発信するユーザーが増え、TBSテレビ「地球同時多発情報SHOW 革命×テレビ」、BSジャパン「デキビジ」などテレビ・ラジオ番組とUstreamを連動させた事例も増加した。2011年3月の東日本大震災ではNHK、TBSニュースバード、テレビ神奈川、フジテレビなど13のテレビ・ラジオ放送局が番組再配信を実施。視聴回数はのべ680万回を超えた。一方、自殺中継といった問題も起きた。
2010年12月8日、「Ustream Asia」は横浜アリーナで行われた宇多田ヒカルのコンサート「WILD LIFE」公演のライブ動画配信を実施。過去最高の34万5千人のユニーク視聴者数となった。また2011年8月28日に行われた2011年民主党代表選挙の動画配信を実施し、過去最高の57万8千人のユニーク視聴者となった。
しかしその後はライバル企業に遅れをとって顧客を奪われ、視聴者数は伸び悩んだ。ITジャーナリストの三上洋はその原因として「囲い込みの失敗」「ビジネスモデルの難点」「ブランド力の低下」を挙げている。
2015年12月1日、Ustream Asiaの運営を2016年2月1日より米Ustreamに移管し直接運営にすると発表した。

### 売却
2016年1月21日、米国IBMが米Ustreamを買収。
2017年4月、Ustreamを買収したIBMが、UstreamをIBMのビジネス向けクラウドビデオサービス「IBM Cloud Video」に移行させる事を発表。これまでの一般向け配信サービスは継続するが、今後はBtoB向けサービスがメインとなるとしていた。
2018年8月1日、Ustream最初期から続いていた無料プランの提供を終了し、日本においては月額9800円からの有料プランのみの提供となった。

## 多言語対応・多地域展開
上記の通り、元々アメリカにおける英語でのサービスとして始まったUstreamは、ソフトバンク・孫正義が絡む形で、2010年4月27日に初の他言語版である日本語版が提供開始された。
それと時を同じくして、その事業主体として、TVバンクとUstreamが出資して「Ustream Asia株式会社」（東京都中央区銀座8丁目20番33号）が同年5月19日付で設立されたが、2016年2月1日から、サービス運営を米Ustreamに移管されたことで、2016年2月24日に、Ustream AsiaはTVバンクに吸収合併され、日本での事業が解散した。
2012年2月9日、そのUstream Asiaと韓国の通信会社KTが、合弁で「Ustream Korea」を設立し、3月20日から朝鮮語版を提供開始した。
同年4月18日に、スペイン語対応も開始された、2012年5月時点で、フランス語版、ロシア語版も提供されていた。